# Grande Prêmio da Itália de 2010
O Grande Prêmio da Itália de 2010 foi a décima quarta corrida da temporada de 2010 da Fórmula 1.

## Classificacão

### Treino oficial
| Pos | Nº | Piloto             | Construtor           | Parte 1  | Parte 2  | Parte 3  | Grid |
| --- | -- | ------------------ | -------------------- | -------- | -------- | -------- | ---- |
| 1   | 8  | Fernando Alonso    | Ferrari              | 1:22.646 | 1:22.297 | 1:21.962 | 1    |
| 2   | 1  | Jenson Button      | McLaren-Mercedes     | 1:23.085 | 1:22.354 | 1:22.084 | 2    |
| 3   | 7  | Felipe Massa       | Ferrari              | 1:22.421 | 1:22.610 | 1:22.293 | 3    |
| 4   | 6  | Mark Webber        | Red Bull-Renault     | 1:23.431 | 1:22.706 | 1:22.433 | 4    |
| 5   | 2  | Lewis Hamilton     | McLaren-Mercedes     | 1:22.830 | 1:22.394 | 1:22.623 | 5    |
| 6   | 5  | Sebastian Vettel   | Red Bull-Renault     | 1:23.235 | 1:22.701 | 1:22.675 | 6    |
| 7   | 4  | Nico Rosberg       | Mercedes             | 1:23.529 | 1:23.055 | 1:23.027 | 7    |
| 8   | 10 | Nico Hülkenberg    | Williams-Cosworth    | 1:23.516 | 1:22.989 | 1:23.037 | 8    |
| 9   | 11 | Robert Kubica      | Renault              | 1:23.234 | 1:22.880 | 1:23.039 | 9    |
| 10  | 9  | Rubens Barrichello | Williams-Cosworth    | 1:23.695 | 1:23.142 | 1:23.328 | 10   |
| 11  | 14 | Adrian Sutil       | Force India-Mercedes | 1:23.493 | 1:23.199 |          | 11   |
| 12  | 3  | Michael Schumacher | Mercedes             | 1:23.840 | 1:23.388 |          | 12   |
| 13  | 23 | Kamui Kobayashi    | BMW Sauber-Ferrari   | 1:24.273 | 1:23.659 |          | 13   |
| 14  | 16 | Sébastien Buemi    | Toro Rosso-Ferrari   | 1:23.744 | 1:23.681 |          | 14   |
| 15  | 12 | Vitaly Petrov      | Renault              | 1:24.086 | 1:23.819 |          | 201  |
| 16  | 17 | Jaime Alguersuari  | Toro Rosso-Ferrari   | 1:24.083 | 1:23.919 |          | 15   |
| 17  | 22 | Nick Heidfeld      | BMW Sauber-Ferrari   | 1:24.442 | 1:24.044 |          | 16   |
| 18  | 18 | Jarno Trulli       | Lotus-Cosworth       | 1:25.540 |          |          | 17   |
| 19  | 19 | Heikki Kovalainen  | Lotus-Cosworth       | 1:25.742 |          |          | 18   |
| 20  | 15 | Vitantonio Liuzzi  | Force India-Mercedes | 1:25.774 |          |          | 19   |
| 21  | 24 | Timo Glock         | Virgin-Cosworth      | 1:25.934 |          |          | 242  |
| 22  | 25 | Lucas di Grassi    | Virgin-Cosworth      | 1:25.974 |          |          | 21   |
| 23  | 21 | Bruno Senna        | HRT-Cosworth         | 1:26.847 |          |          | 22   |
| 24  | 20 | Sakon Yamamoto     | HRT-Cosworth         | 1:27.020 |          |          | 23   |

1. ↑  Vitaly Petrov recebeu a punição de cinco colocações no grid por bloquear Timo Glock durante a volta classificatoria.[3]
2. ↑  Timo Glock recebeu a punição de cinco colocações no grid pela troca da caixa de câmbio.[4]

### Corrida
| Pos | Nº | Piloto             | Construtor           | Voltas | Tempo/Aband.       | Grid | Pontos |
| --- | -- | ------------------ | -------------------- | ------ | ------------------ | ---- | ------ |
| 1   | 8  | Fernando Alonso    | Ferrari              | 53     | 1:16:24.572        | 1    | 25     |
| 2   | 1  | Jenson Button      | McLaren-Mercedes     | 53     | +2.938             | 2    | 18     |
| 3   | 7  | Felipe Massa       | Ferrari              | 53     | +4.223             | 3    | 15     |
| 4   | 5  | Sebastian Vettel   | Red Bull-Renault     | 53     | +28.196            | 6    | 12     |
| 5   | 4  | Nico Rosberg       | Mercedes             | 53     | +29.942            | 7    | 10     |
| 6   | 6  | Mark Webber        | Red Bull-Renault     | 53     | +31.276            | 4    | 8      |
| 7   | 10 | Nico Hülkenberg    | Williams-Cosworth    | 53     | +32.812            | 8    | 6      |
| 8   | 11 | Robert Kubica      | Renault              | 53     | +34.028            | 9    | 4      |
| 9   | 3  | Michael Schumacher | Mercedes             | 53     | +44.948            | 12   | 2      |
| 10  | 9  | Rubens Barrichello | Williams-Cosworth    | 53     | +1:04.213          | 10   | 1      |
| 11  | 16 | Sébastien Buemi    | Toro Rosso-Ferrari   | 53     | +1:05.056          | 14   |        |
| 12  | 15 | Vitantonio Liuzzi  | Force India-Mercedes | 53     | +1:06.106          | 19   |        |
| 13  | 12 | Vitaly Petrov      | Renault              | 53     | +1:18.919          | 20   |        |
| 14  | 22 | Nick Heidfeld      | BMW Sauber-Ferrari   | 52     | +1 volta           | 16   |        |
| 15  | 17 | Jaime Alguersuari  | Toro Rosso-Ferrari   | 52     | +1 volta           | 15   |        |
| 16  | 14 | Adrian Sutil       | Force India-Mercedes | 52     | +1 volta           | 11   |        |
| 17  | 24 | Timo Glock         | Virgin-Cosworth      | 51     | +2 voltas          | 24   |        |
| 18  | 19 | Heikki Kovalainen  | Lotus-Cosworth       | 51     | +2 voltas          | 18   |        |
| 19  | 20 | Sakon Yamamoto     | HRT-Cosworth         | 51     | +2 voltas          | 23   |        |
| 20  | 25 | Lucas di Grassi    | Virgin-Cosworth      | 50     | Suspensão          | 21   |        |
| Ret | 18 | Jarno Trulli       | Lotus-Cosworth       | 46     | Câmbio             | 17   |        |
| Ret | 21 | Bruno Senna        | HRT-Cosworth         | 11     | Sistema Hidráulico | 22   |        |
| Ret | 2  | Lewis Hamilton     | McLaren-Mercedes     | 0      | Colisão            | 5    |        |
| Ret | 23 | Kamui Kobayashi    | BMW Sauber-Ferrari   | 0      | Câmbio             | 131  |        |

1. ↑  Kamui Kobayashi largou do pit lane.

## Tabela do campeonato após a corrida
Observe que somente as seis primeiras posições estão incluídas na tabela.